# 양정림
양정림은 미국에서 활동하는 대한민국의 재즈 베이시스트이다.

## 생애
서울에서 태어난 양정림은 재즈 밴드 유승호 트리오에서 활동하며 EBS 스페이스 공감 "2007, 그들을 주목한다" 특집에 출연했다. 이후 2007년 미국 동부 해안으로 이주해 재즈 베이시스트로 활동하고 있다. 버클리 음악 대학을 졸업한 후 2012년부터 뉴욕에서 거주하고 있다. 그리고 같은 해 대만의 비브라포니스트 쑤위한(蘇郁涵)과 첫 녹음을 했다. 이후 몇 년 동안 팀 번, 러스 로싱, 제이콥 색스, 오스카 노리가, 메리 알보르손, 제임스 파머 및 빌리 민츠와 같은 음악과들과 함께 작업했다.
2017년, 양정림은 데뷔 음반 《Déjà Vu》에서 애덤 콜커, 미카엘 아티아스, 제시 심슨, 닉 샌더스와 함께 연주했다. 올 어바웃 재즈는 "그들의 우아한 멜로디는 악기에 대한 기술과 밴드 동료 사이의 미묘한 기여에서 비롯된 미묘함과 조용한 확신으로 형성된다"라고 언급했다. 이후 2019년에는 《Mute》를 발매했다.
2021년, 트레버 던과 함께 다운로드 트랙 〈Requiem Suite Bass Duets〉를 발매했다. 이듬해 말에는 피아니스트 산티아고 레이브손, 드러머 제럴드 클리버와 함께 메리 루 윌리엄스의 "Zodiac Suite"를 재해석한 음반 《Zodiac Suite: Reassured》를 발매했다.